# Fable (canción)
«Fable» es una canción del músico italiano Robert Miles, lanzada en mayo de 1996 como segundo sencillo de su álbum debut, Dreamland. La canción cuenta con voces no acreditadas de Fiorella Quinn. Al igual que «Children», el sencillo recibió elogios universales. Fue un éxito en varios países, alcanzando el número uno en Italia y entrando en el top 10 en Austria, Bélgica, Finlandia, Francia, Alemania, Hungría, Islandia, Irlanda, Italia, España, Suiza y Reino Unido. En 1997, la canción ingresó a la lista Hot Dance Club Play de Billboard en los Estados Unidos, en la que alcanzó el puesto número uno durante una semana.

## Recepción de la crítica
El editor de AllMusic, José F. Promis, comentó que la canción «continúa con la misma fórmula que utilizó en 'Children', esta vez usando voces etéreas parecidas a cantos femeninos (también se incluye una versión instrumental de «Fable»). Larry Flick de Billboard señaló que «en esta tercera epopeya instrumental del altamente influyente álbum Dreamland, Miles continúa combinando ritmos de baile de carreras con teclados endulzados de la nueva era con un estilo que es difícil de duplicar o describir por completo, y que simplemente tienes que dejar que la melodía inunde tus sentidos, mientras el ritmo inspira tu cuerpo a moverse». Un crítico de Music Week calificó la canción con tres sobre cinco. Alan Jones, de dicha revista, añadió: «Robert Miles sigue con la misma formula de su anterior sencillo «Children» con «Fable», otra encantadora salida instrumental. Es demasiado similar, con el mismo fundamento NRGetic palpitante y sonidos de cuerdas exuberantes con sólo una ligera melodía superpuesta para distinguirlo. Agradable, de fácil escucha y un éxito, pero no espere que se acerque a Children en lo que respecta a la popularidad».

## Video musical
El vídeo musical que acompaña a «Fable» fue dirigido por Maria Mochnacz. En él, Robert Miles se queda dormido en un sofá, frente al televisor. En la pared detrás de él, tres chicas realizan una coreografía de natación sincronizada.

## Lista de canciones
| Bélgica 1. «Fable» (radio edit) – 3:50 2. «Fable» (message radio edit) – 4:00 Francia 1. «Fable» (message radio edit) – 4:08 2. «Fable» (radio edit) – 3:52 Francia 1. «Fable» (message radio edit) – 4:08 2. «Fable» (radio edit) – 3:52 3. «Fable» (extended version) – 7:12 4. «Fable» (extended message version) – 7:43 5. «Fable» (club mix) – 6:22 6. «Fable» (wake edit) – 4:42 7. «Fable» (psycho version) – 4:30 Alemania 1. «Fable» (radio edit) – 3:50 2. «Fable» (message radio edit) – 4:00 3. «Fable» (extended version) – 7:12 4. «Fable» (club mix) – 6:23 5. «Fable» (extended message version) – 7:43 6. «Fable» (psycho version - NRG mix) – 4:28 7. «Fable» (wake edit) – 4:44 Italia 1. «Fable» (radio edit) – 3:56 2. «Fable» (message radio edit) – 4:11 3. «Fable» (extended version) – 7:12 4. «Fable» (message version) – 7:44 5. «Fable» (club version) – 6:22 6. «Fable» (wake-up version) – 4:44 7. «Fable» (psycho version) – 4:30 Países Bajos 1. «Fable» (radio edit) – 3:56 2. «Fable» (message radio) – 4:11 3. «Fable» (wake up version) – 4:30 4. «Fable» (extended version) – 7:12 | Reino Unido 1. «Fable» (radio edit) – 3:50 2. «Fable» (extended version) – 7:12 3. «Fable» (message radio edit) – 4:00 4. «Fable» (message version) – 7:30 5. «Fable» (club mix) – 6:15 6. «Fable» (wake up version) – 4:30 7. «Fable» (psycho version) – 4:20 Belgica 1. «Fable» (extended version) – 7:12 2. «Fable» (wake up version) – 4:30 3. «Fable» (message version) – 7:30 4. «Fable» (NRG mix) – 4:20 Francia 1. «Fable» (extended version) – 7:12 2. «Fable» (wake up) – 4:44 3. «Fable» (message version) – 7:43 4. «Fable» (psycho version) – 4:28 Alemania 1. «Fable» (extended version) – 7:12 2. «Fable» (club version) – 6:23 3. «Fable» (message version) – 7:43 4. «Fable» (psycho version - NRG mix) – 4:28 5. «Fable» (wake up) – 4:44 Italia 1. «Fable» (message version) – 7:43 2. «Fable» (psycho version - NRG mix) – 4:28 3. «Fable» (extended version) – 7:12 4. «Fable» (wake-up version) – 4:44 Reino Unido 1. «Fable» (extended version) – 7:12 2. «Fable» (wake up version) – 4:30 3. «Fable» (extended message version) – 7:43 4. «Fable» (club mix) – 6:15 | Francia 1. «Fable» (extended version) – 7:12 2. «Fable» (extended message version) – 7:43 3. «Fable» (wake up) – 4:42 4. «Fable» (psycho version) – 4:30 5. «Fable» (club mix) – 6:22 Alemania 1. «Fable» (extended version) – 7:12 2. «Fable» (club mix) – 6:23 3. «Fable» (extended message version) – 7:43 4. «Fable» (psycho version - NRG mix) – 4:28 5. «Fable» (wake up) – 4:44 Italia 1. «Fable» (extended version) – 7:12 2. «Fable» (extended message version) – 7:43 3. «Wake Up» – 4:44 4. «Fable» (psycho version - NRG mix) – 4:28 5. «Fable» (club mix) – 6:23 |

## Posicionamiento en listas
| Lista (1996-1997)                      | Mejor posición |
| -------------------------------------- | -------------- |
| Alemania (Media Control AG)            | 3              |
| Australia (ARIA)                       | 21             |
| Austria (Ö3 Austria Top 40)            | 6              |
| Bélgica (Flandes) (Ultratop 50)        | 3              |
| Bélgica (Valonia) (Ultratop 50)        | 5              |
| Dinamarca (IFPI)                       | 12             |
| Escocia (Scottish Singles Sales Chart) | 4              |
| España (AFYVE)                         | 5              |
| Estados Unidos (Hot Dance Club Songs)  | 1              |
| Unión Europea (Eurochart Hot 100)      | 2              |
| Finlandia (OFC)                        | 2              |
| Francia (SNEP)                         | 10             |
| Hungría (Mahasz)                       | 8              |
| Irlanda (IRMA)                         | 6              |
| Islandia (Íslenski Listinn Topp 40)    | 5              |
| Italia (Musica e dischi)               | 1              |
| Noruega (VG-lista)                     | 15             |
| Nueva Zelanda (Recorded Music NZ)      | 20             |
| Países Bajos (Dutch Top 40)            | 24             |
| Países Bajos (Mega Single Top 100)     | 16             |
| Reino Unido (UK Singles Chart)         | 7              |
| Reino Unido (UK Dance Chart)           | 3              |
| Suecia (Sverigetopplistan)             | 11             |
| Suiza (Schweizer Hitparade)            | 3              |

| País        | Lista (1996)            | Posición |
| ----------- | ----------------------- | -------- |
| Alemania    | Official German Charts  | 49       |
| Bélgica     | Ultratop flamenca       | 47       |
| Bélgica     | Ultratop valona         | 51       |
| Europa      | Eurochart Hot 100       | 29       |
| Francia     | SNEP                    | 25       |
| Italia      | Musica e dischi         | 3        |
| Reino Unido | Official Charts Company | 92       |
| Suiza       | Schweizer Hitparade     | 35       |

## Certificaciones
| País    | Certificación | Ventas  |
| ------- | ------------- | ------- |
| Francia | Oro           | 250 000 |

## Historial de lanzamientos
| País           | Fecha                    | Formato(s)             | Discográfica        | Ref.   |
| -------------- | ------------------------ | ---------------------- | ------------------- | ------ |
| Alemania       | 27 de mayo de 1996       | CD                     | Urban               |        |
| Japón          | 21 de septiembre de 1996 | CD                     | Deconstruction, BMG | [ 38 ] |
| Estados Unidos | 8 de abril de 1997       | Contemporary hit radio | Arista              | [ 39 ] |